# ドン・ブッサン
ドナルド・A・ブッサン（Donalld A. Bussan、1933年6月13日 - ）は、アメリカ出身の元プロ野球選手（外野手）。

## 経歴
来日以前はマイナーリーグでプレー。1954年はC級ウエストテキサス・ニューメキシコリーグのラボックハバーズに在籍していた。
1955年に前年限りで帰国したジミー・マケーブの穴を埋めるために高橋ユニオンズ（トンボ）へ入団。ユニオンズ入団にはブッサン本人による強引とも言える売り込みがあったといい、契約時には金満家を自称し「報酬などどうでも良い」と述べたという。契約期間は7ヶ月で月収は10万円（なお、当時の給与所得者の平均年収の半分に相当したが、後述のホテル宿泊費だけで殆ど消えてしまう額でもあった）。来日中は終始帝国ホテルで生活をしていた「変わり者」であったという。
当初は3番を期待され、打撃は「当たれば飛ぶ」タイプで188打数で6本塁打（チーム2位）を記録した長打力が魅力だったが、確実性には欠けており打率は低迷した。また、高橋が弱小球団だったためか無気力プレーが目立ったとされる。しかし、外国人がまだ少なかった当時、サル・レッカ共々人気はあった。守備は外野を守る際一歩前進してからバックしていた。ある試合で左翼手を務めた際、ゴロヒットをトンネルしてしまい塀に向かって走ったが、塀に当たってはね返ってきたボールをまたトンネルし、ショートが拾うという珍プレーをした。
ヴィクトル・スタルヒンが現役最後となる通算82個目の完封を挙げた1955年4月13日の対大映スターズダブルヘッダー第二戦では、ブッサンは先制タイムリーヒットを放ち、スタルヒンの勝利を援護している。
同年オフに退団。帰国した。
帰国後の消息は判然としないが、ステュー・ソーンリーの記述に依ると、ブッサンは1961年当時ロサンゼルス近郊のノース・ハリウッド・レクリエーション・センターにて職員として勤務していたという。ブッサンは施設内の野球場に通って自主トレを行っていた野球選手と思われる一人の若者に声を掛け、自身の日本での経験等も元にした個人指導を実施。「今後メジャーに昇格してから払ってくれれば良い」と施設の入場料一切を肩代わりした。この若者こそ後にメジャーリーグでユーティリティープレイヤーとして活躍し、モントリオール・エクスポズの創設メンバーとしても名を連ねる事になるロン・ブランドであった。ブランドはソーンリーに、マイナーリーグで低迷し進退を考えていた時期のブッサンとの出会いを「自分の野球人生における転換点であった」と述懐している。

## 詳細情報

### 年度別打撃成績
| 年 度     | 球 団     | 試 合 | 打 席 | 打 数 | 得 点 | 安 打 | 二 塁 打 | 三 塁 打 | 本 塁 打 | 塁 打 | 打 点 | 盗 塁 | 盗 塁 死 | 犠 打 | 犠 飛 | 四 球 | 敬 遠 | 死 球 | 三 振 | 併 殺 打 | 打 率 | 出 塁 率 | 長 打 率 | O P S |
| --------- | --------- | ----- | ----- | ----- | ----- | ----- | -------- | -------- | -------- | ----- | ----- | ----- | -------- | ----- | ----- | ----- | ----- | ----- | ----- | -------- | ----- | -------- | -------- | ----- |
| 1955      | トンボ    | 76    | 204   | 188   | 13    | 42    | 11       | 0        | 6        | 71    | 26    | 2     | 1        | 2     | 3     | 11    | 0     | 0     | 46    | 5        | .223  | .266     | .378     | .644  |
| 通算：1年 | 通算：1年 | 76    | 204   | 188   | 13    | 42    | 11       | 0        | 6        | 71    | 26    | 2     | 1        | 2     | 3     | 11    | 0     | 0     | 46    | 5        | .223  | .266     | .378     | .644  |

### 背番号
- 61 （1955年）
- 32 （1955年途中）